# Sawaiellus berlandi
Sawaiellus berlandi is een hooiwagen uit de familie Samoidae.